# Leonardo Pico
Rubén Leonardo Pico Carvajal (El Cocuy, 4 settembre 1991) è un calciatore colombiano, centrocampista del Fortaleza C.E.I.F..

## Palmarès

### Club

#### Competizioni nazionali
- Campionato colombiano: 3

Santa Fe: 2016-II
Atlético Junior: 2018-II, 2019-I
- Copa Colombia: 1

Atlético Junior: 2017
- Súper Liga: 2

Atlético Junior: 2019, 2020

#### Competizioni internazionali
- Coppa Suruga Bank: 1

Santa Fe: 2016